# Valwig
Valwig es un municipio situado en el distrito de Cochem-Zell, en el estado federado de Renania-Palatinado (Alemania). Su población estimada a finales de 2016 era de 444 habitantes.
Se encuentra ubicado en la zona centro-norte del estado, a la orilla derecha del río Mosela, uno de los principales afluentes del Rin por su margen izquierda.